# Protoleptoneta
Protoleptoneta là một chi nhện trong họ Leptonetidae.